# 李翰 (弘治舉人)
李翰（15世紀—16世紀），字文卿，廣東廣州府新會縣潮連鄉人（今廣東江門蓬江區潮連島），軍籍，明朝政治人物。

## 生平
李翰是陳獻章的弟子，弘治五年（1492年）成舉人，六年（1493年）中會試副榜第一，授懷集教諭，改任上海教諭，轉北京國子監學錄，升山西道監察御史，但未就任就已經去世。陳遇夫所撰《白沙弟子傳》稱他「操心律行、風韻洒洒」，酷似陳獻章，而新會大新街有「雙鳳聯鳴」牌坊，以及西北廂社壇原名雙鳳社，都是以此紀念李翰、李翔兄弟。

## 家族
曾祖李秋華，祖父李弗疑，父壽官李得祐，弟李翊、李翹、嘉靖二年進士李翔。

## 引用
1. 1 2  民國《潮連鄉志·卷五·人物畧》：李翰 字文卿，父得祐，江西清吏司主事，生四子，翰居長，次子翊，三子翹，俱庠生，四子翔，嘉靖進士，仕至邵武知府自有傳。翰為陳獻章弟子，宏治五年壬子科舉人，六年癸丑會試乙榜第一人，按明選舉志，會試有副榜，宣德八年特命選副榜二十四人送監進學，其後或授教職。翰以此教諭廣西懷集，既而除南直隸上海教諭，轉北京國子監學錄，升北京山西道監察御史，惜夫未任而卒。陳遇夫補編《白沙弟子傳》陳肅謂李翰操心律行、風韻洒洒，酷似吾白沙夫子云，邑城大新街有牌坊，額曰：「雙鳳聯鳴」，西北廂社壇原名雙鳳社，均以紀念翰翔兄弟者，亦競爽之佳話也。潮連李氏自天順六年壬午科李貫始領鄉薦，厯任福建龍巖縣教諭，升國子監學錄，而仕宦科第乃始開端，至翰兄弟而後來居上，門戶益光顯矣。 錄邑志，參李氏譜
2. ↑  龚延明主编 (编). . 宁波: 宁波出版社. 2016. ISBN 978-7-5526-2320-8. 《天一閣藏明代科舉錄選刊.登科錄》之《嘉靖二年癸未科進士登科録》